# 常州奔牛空港
常州奔牛国際空港（じょうしゅうほんぎゅうこくさいくうこう、中国語: 常州奔牛国际机场, 英語: Changzhou Benniu International Airport）は、中華人民共和国江蘇省常州市新北区に位置する空港である。1963年に建設された軍用飛行場であったが、1986年3月15日に民間空港として共同利用を開始した。2014年、国際便も受け入れる空港となった。

## 就航路線
| 航空会社               | 就航地                                                                                                 |
| ---------------------- | --- |
| 中国東方航空           | 北京大興、長沙、成都天府、重慶、大連、張家界、広州、シーサンパンナ、昆明、瀋陽、太原、威海、西安、廈門 |
| 深圳航空               | 長春、大連、広州、海口、ハルビン、南寧、泉州、瀋陽、深圳、珠海                                         |
| 中国南方航空           | 広州、掲陽、深圳                                                                                       |
| 中国国際航空           | 北京首都、成都天府                                                                                     |
| 四川航空               | 成都双流、成都天府、重慶、昆明                                                                         |
| 青島航空               | 海口、青島、瀋陽、トルファン                                                                           |
| 山東航空               | 貴陽、フフホト、青島、廈門                                                                             |
| 春秋航空               | 安康、大連、掲陽、瀋陽                                                                                 |
| 長竜航空               | 温州、西安、銀川                                                                                       |
| 廈門航空               | 福州、錦州                                                                                             |
| 東海航空               | 深圳、トルファン、東京/成田                                                                            |
| 北部湾航空             | 長沙、フフホト                                                                                         |
| 竜江航空               | 長沙、ハルビン                                                                                         |
| 多彩貴州航空           | 貴陽                                                                                                   |
| 順豊航空               | 鄂州                                                                                                   |
| マカオ航空             | マカオ                                                                                                 |
| ベトナム航空           | ニャチャン                                                                                             |
| ベトジェットエア       | ニャチャン                                                                                             |
| タイ・ライオン・エア   | バンコク/ドンムアン                                                                                    |
| タイ・ベトジェットエア | バンコク/スワンナプーム                                                                                |
| ラオス航空             | ヴィエンチャン                                                                                         |

2024年3月現在